# Columbus (ISS-Modul)
Das Raumlabor Columbus ist ein Wissenschaftslabor der Internationalen Raumstation (ISS) und der größte Beitrag der Europäischen Weltraumorganisation (ESA) zu der Station.
Hauptauftragnehmer für Columbus war EADS Astrium Space Transportation in Bremen, wo der Endausbau stattfand. Die tragende Struktur, die auf dem Design des MPLM-Versorgungsmodul basiert, stammt von Alenia Spazio in Italien. Insgesamt investierte die ESA ca. 1,4 Milliarden Euro in das Labor.
Columbus wurde im Rahmen der Mission STS-122 mit dem Space Shuttle Atlantis zur Raumstation gebracht und dort am 11. Februar 2008 angekoppelt.

## Aufbau

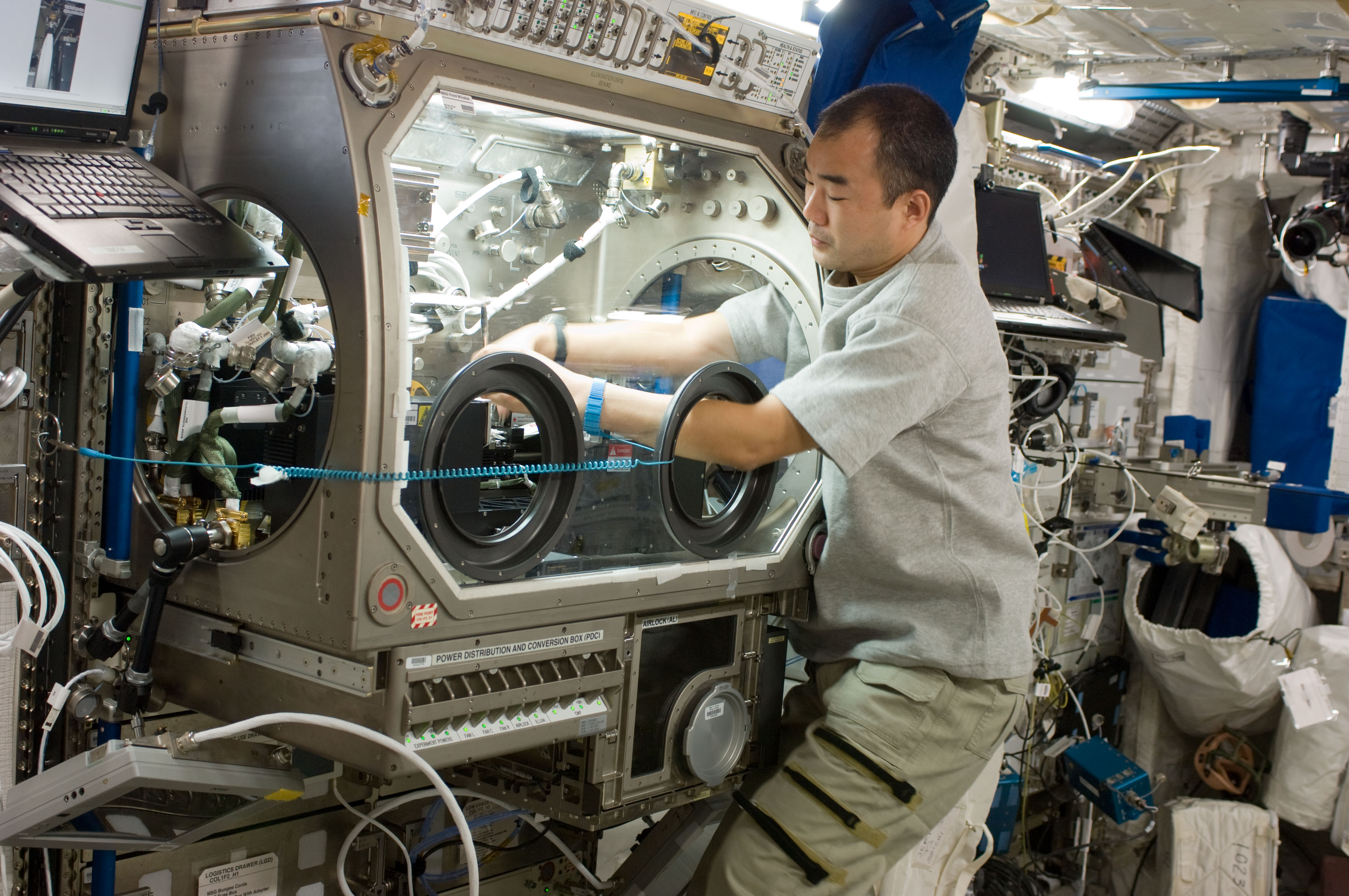
Soichi Noguchi an der Microgravity Science Glovebox (ISS-Expedition 22)

Columbus ist ein zylindrisches Modul, das mit dem Space Shuttle Atlantis zur ISS transportiert und am 11. Februar 2008 an der Steuerbordseite des Verbindungsknotens Harmony montiert wurde. Die Einstiegsluke befindet sich an dem einen Ende des Zylinders, die meisten Bordcomputer am Steuerbordende. Columbus ist kleiner als die anderen Labor-Module der Raumstation (das amerikanische Destiny und das japanische Kibō PM).
Das Modul enthält sechzehn sogenannte International Standard Payload Racks (ISPRs). Zehn davon sind für wissenschaftliche Geräte vorgesehen, wobei sich vier an der Vorderseite, vier an der Rückseite und zwei an der Decke befinden. Drei weitere ISPRs enthalten Lebenserhaltungs- und Kühlungssysteme. Die übrigen drei Racks dienen als Lager für Experimente. Vier weitere Nutzlastmodule können extern angebracht werden.
Die folgenden ISPRs sind in Columbus installiert:
- Biolab (BLB)
- European Drawer Rack (EDR)
- European Physiology Modules (EPM)
- European Transport Carrier (ETC)
- Fluid Science Laboratory (FSL)
- Material Science Laboratory - Electromagnetic Levitator (MSL-EML)
- Microgravity Science Glovebox (MSG)

Externe Nutzlasten (Integration im Orbit):
- Atomic Clock Ensemble in Space (ACES)
- European Technology Exposure Facility (EuTEF)
- Solar Monitoring Observatory (SMO / SOLAR)
- Bartolomeo

## Spezifikationen
- Länge: 6,871 m

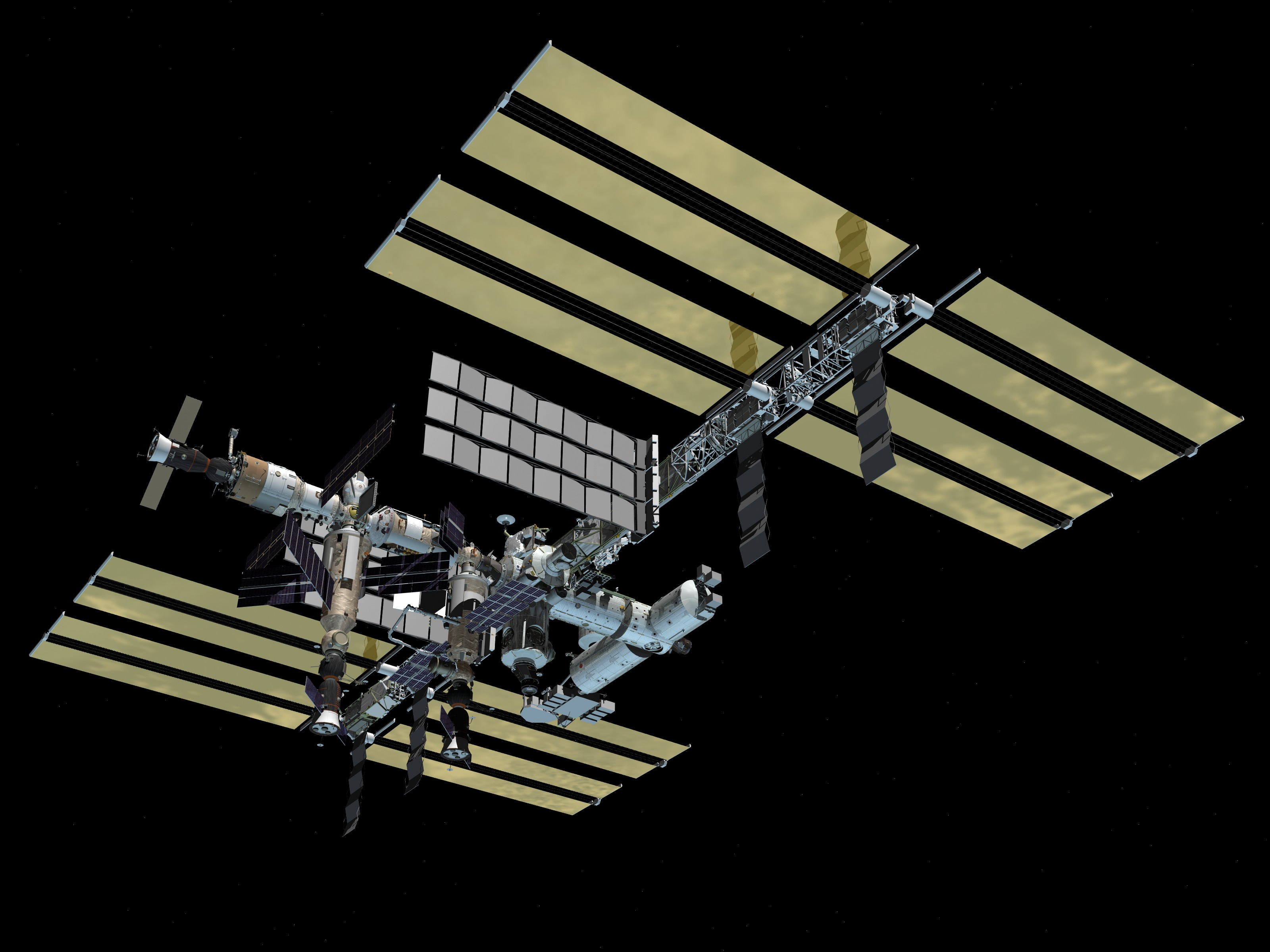
Simulation der fertiggestellten ISS mit Columbus (als Modul ganz rechts erkennbar)

- Äußerer Durchmesser: 4,477 m (Inkl. Mikrometeoriten-Schutzschild von 13 cm Stärke aus mehreren Lagen Aluminium und Kevlar bzw. Nextel (keramisches Textilgewebe))
- Innerer Durchmesser: 4,215 m
- Raumvolumen: 75 m³
- Masse ohne Payloads: 10.275 kg (Startkonfiguration)
- Raumvolumen der Payload Racks: 25 m³
- „Begehbares“ Raumvolumen: 25 m³[1]
- Maximale Masse der Payload Racks: 9.000 kg
- Payload Racks: 16 mit einem Gewicht von bis zu 500 kg je Rack
- Elektrische Leistung von der ISS: 20 kW (davon 13,5 kW für Experimente)

Das spezifizierte Startgewicht beträgt 12.775 kg einschließlich 2.500 kg Nutzlast.
Die maximale, spezifizierte On-Orbit-Masse beträgt 21.000 kg einschl. 10.160 kg Nutzlast; die Nutzlast befindet sich zum größten Teil innerhalb des Modules, der andere Teil auf der External Payload Facility (Arbeitsname während der Entwicklung: „Blumenkästen“).

## Geschichte

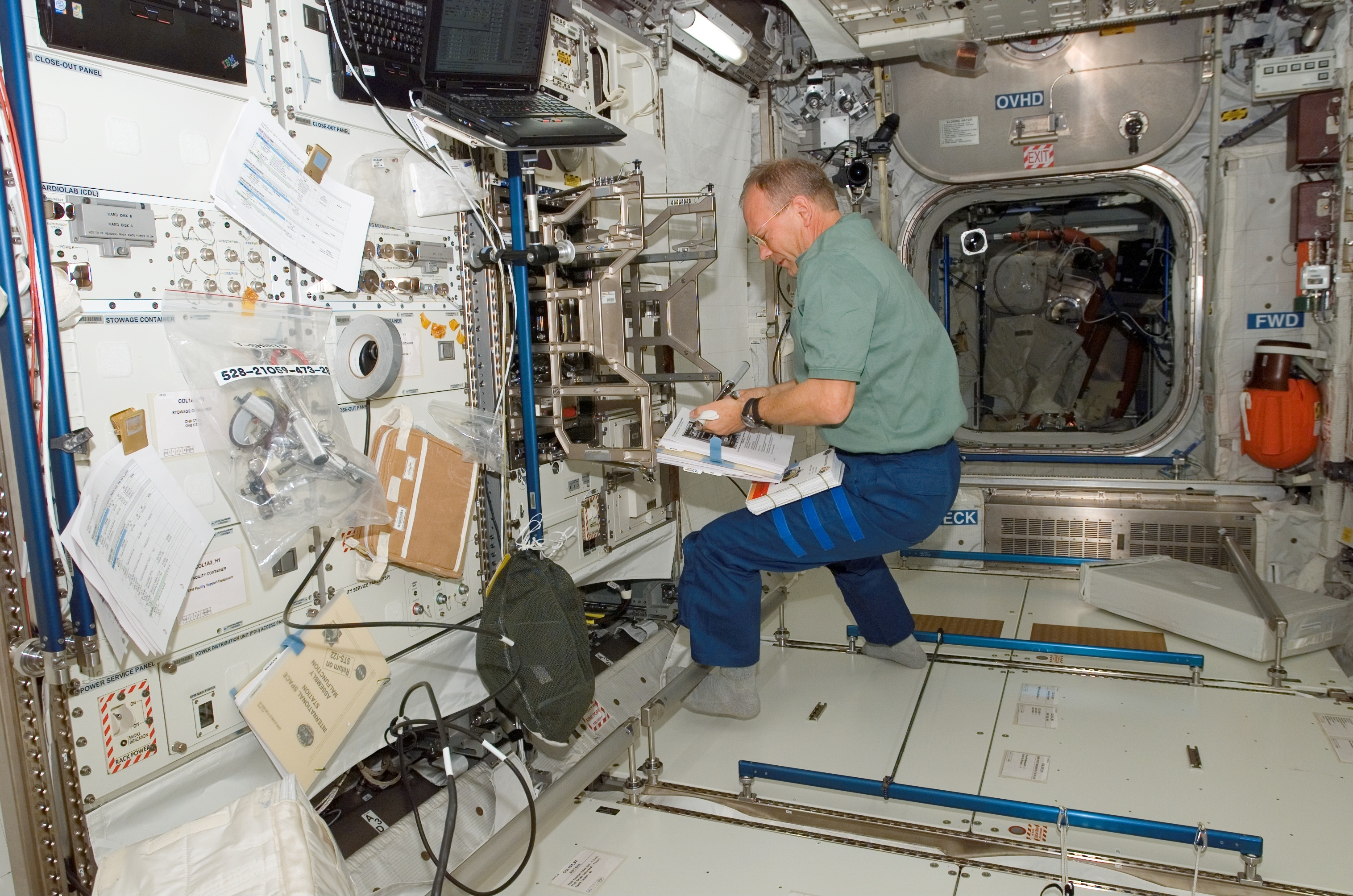
Hans Schlegel im Columbus-Modul

Das Columbus-Programm wurde 1985 von der ESA beschlossen. Es beinhaltete drei Flugkonfigurationen:
eine freifliegende Experimentalplattform (MTFF = Man Tented Free Flyer), die zur Umkonfiguration und Wartung an die Station andocken sollte, ein Attached Pressurized Module (APM) und eine Plattform auf einem polaren Orbit (PPF). Zu Anfang der Studien wurde auch ein Service Vehicle untersucht, das zum Astronautentransport zwischen Station und MTFF dienen sollte.
Zwecks Kostenminimierung wurden die gleichen Teile (Computer, Druckzylinder usw.) soweit möglich in alle Flugkonfigurationen eingebaut; zur Kostenreduktion der Ersatzteile während der operationellen Phase wurden viele Geräte, die im engen Verbund mit den NASA-Systemen zusammenarbeiten (Intercom, Video), als Common Items vorgesehen.
Wegen der zu hohen Kosten für die Entwicklung und Lieferung der drei Flugkonfigurationen und ihrer Bodengeräte im MBB-ERNO-Angebot im Jahre 1989 (die formell im Angebot erklärten Kosten überstiegen die vorher nur durch Studien abgeschätzten Kosten um mehr als 50 %) und politischen Diskussionen blieb nur das APM übrig, das in Columbus umbenannt wurde; die polare Plattform wurde als separater Vertrag abgewickelt.
Darüber hinaus wurde durch ESA die Commonality mit NASA-Geräten reduziert, um mehr europäische Entwicklungen zu fördern. Daher stiegen die Entwicklungskosten, und die Möglichkeit identischer Ersatzteile für die gesamte Station wurde reduziert.
Wegen italienischer und französischer Interventionen wurde im Jahre 1994 eine neue Firma Eurocolumbus mit Repräsentanten von DASA, Alenia und Matra mit Hauptsitz in Bremen und Nebensitz in Turin gegründet. Es zeigte sich bald, dass diese Managementstruktur nicht überlebensfähig war, und so wurde bereits 1995 das klassische Konzept mit einem Hauptauftragnehmer (EADS Astrium in Bremen mit 41 Unternehmen aus 14 Ländern) wiedereingeführt. Dabei wurde die Verantwortung für das Columbus-Gesamtsystem zwischen Italien (Alenia) und Deutschland (DASA) nach dem PICA-Prinzip geteilt. Später stellte es sich heraus, dass diese Teilung sowohl den Zeitplan als auch die Kosten des Programms negativ beeinflusste.
Der offizielle Auftrag der ESA erfolgte am 28. März 1996. Als Festpreis einschließlich Testeinrichtungen wurden 880 Mio. Euro vereinbart.
Da das Interesse an externen Experimentieranlagen immer größer wurde, initiierte ESA während der laufenden Entwicklung eine größere Änderung, nämlich die Implementierung der External Payload Facility EPF.

## Projektmanagement

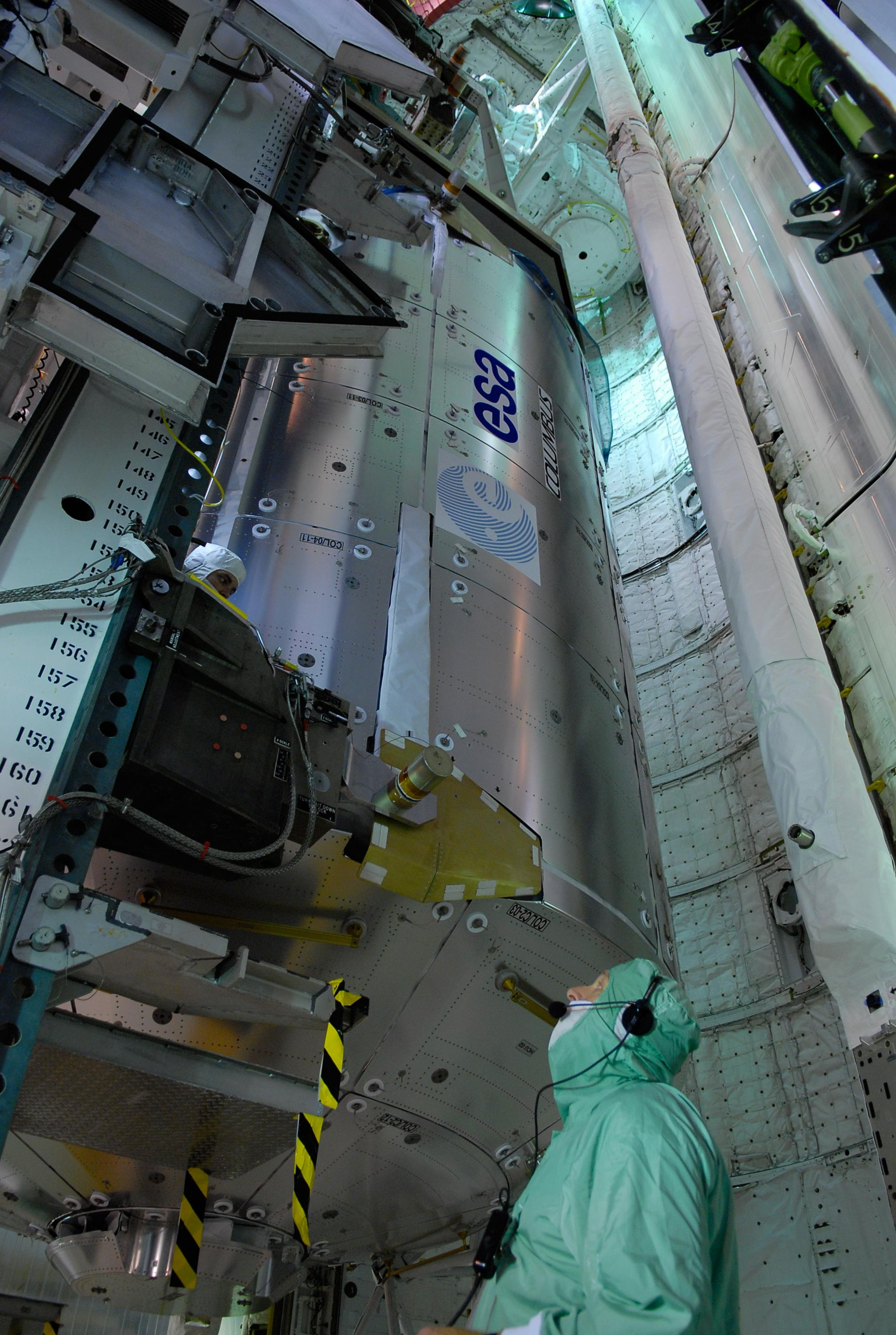
Das Columbus-Modul beim Einbau ins Space Shuttle Atlantis

Das sogenannte PICA-Prinzip (Pre-Integrated COF APM; COF steht für „Columbus Orbital Facility“, APM für „Attached Pressurized Module“) definiert die Teilung der technischen Verantwortung für den Systementwurf und die Verifikation des europäischen Raumlabors Columbus zwischen dem Hauptauftragnehmer DASA und Alenia.
Dies ist ein Sonderfall, da normalerweise der Hauptauftragnehmer für ein Raumfahrtprogramm für das gesamte System zuständig ist (wie MBB-ERNO für Spacelab).
In der Verantwortung der DASA/EADS lagen der Gesamtentwurf und die Verifikation, die Datenverarbeitung (einschließlich Software), die Kommunikation, die elektrische Energieversorgung, die Sicherheit/Zuverlässigkeit und die Nutzlastintegration.
Alenia war zuständig für den Konfigurationsentwurf (einschließlich Ergonomie), den mechanischen Systementwurf, den Wärmehaushalt, das Lebenserhaltungssystem, die Beleuchtung und die Verkabelung.
Alenias Systemverantwortung beinhaltete auch die Vor-Integration des Flugmodells bis zum Einbau der Verkabelung in Turin und die Lieferung des PICA nach Bremen zur Komplettierung durch den Hauptauftragnehmer DASA.

### Probleme
Um die komplexen komplementären Verantwortlichkeiten zu regeln, wurden umfangreiche Spezifikationen und ICDs (Interface Control Documents) notwendig. Auftretende Probleme betrafen oft den Verantwortungsbereich der anderen Firma (z. B. notwendige Änderungen der Verkabelung bei Alenia wegen Änderung der Energieversorgung durch die DASA) und erforderten langwierige Verhandlungen zur Lösungsfindung, um den Einfluss auf die jeweiligen Festpreisverträge minimal zu halten.
Durch diese Verantwortungsteilung auf der Systemebene fielen geschätzte, zusätzliche Kosten von bis zu 25 % an.

## Start und Betrieb

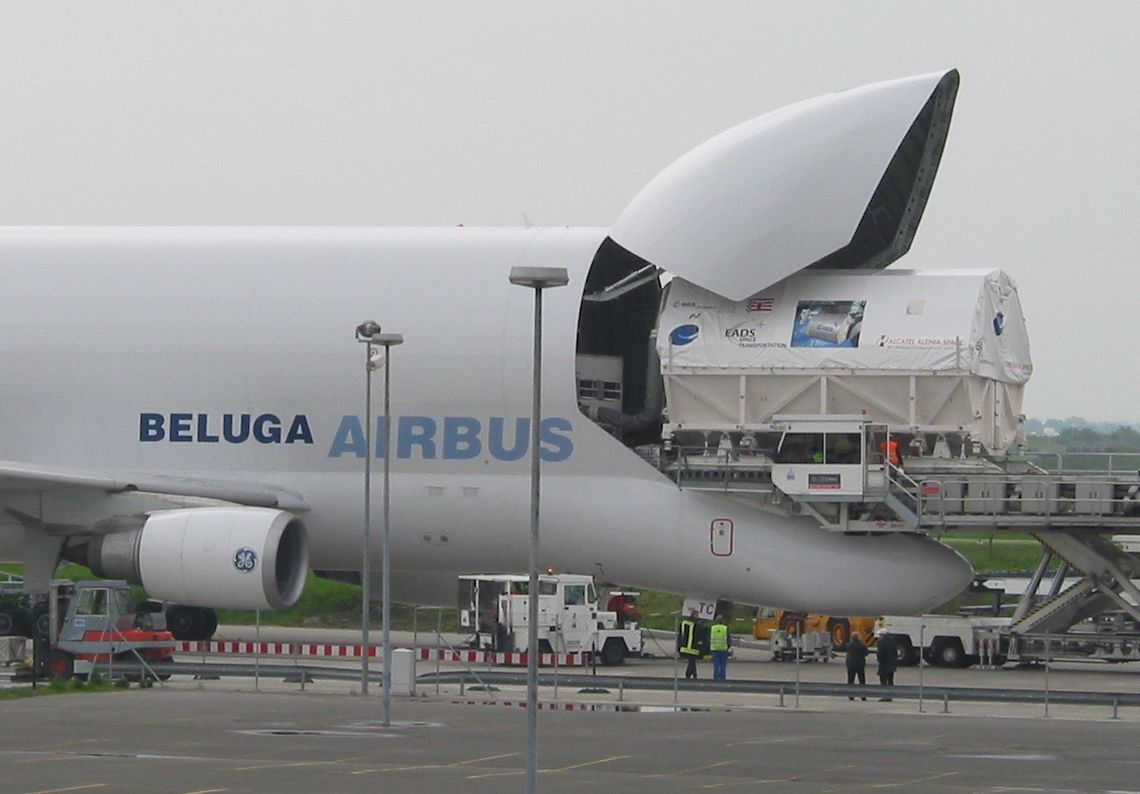
Verladen von Columbus auf dem Flughafen Bremen

Am 2. Mai 2006 erfolgte die offizielle Übergabe des Columbus-Moduls an die ESA. Am 27. Mai wurde das Modul am Flughafen Bremen in einen Airbus Beluga geladen und begann am folgenden Tag seinen mehrtägigen Transport zum amerikanischen Kennedy Space Center (KSC). Aufgrund der geringen Reichweite dieses Flugzeugs wurden in Edinburgh, auf Island, Grönland, in Kanada und schließlich im US-Bundesstaat New York Zwischenstopps eingelegt. Am 30. Mai 2006 traf das Modul am KSC ein.

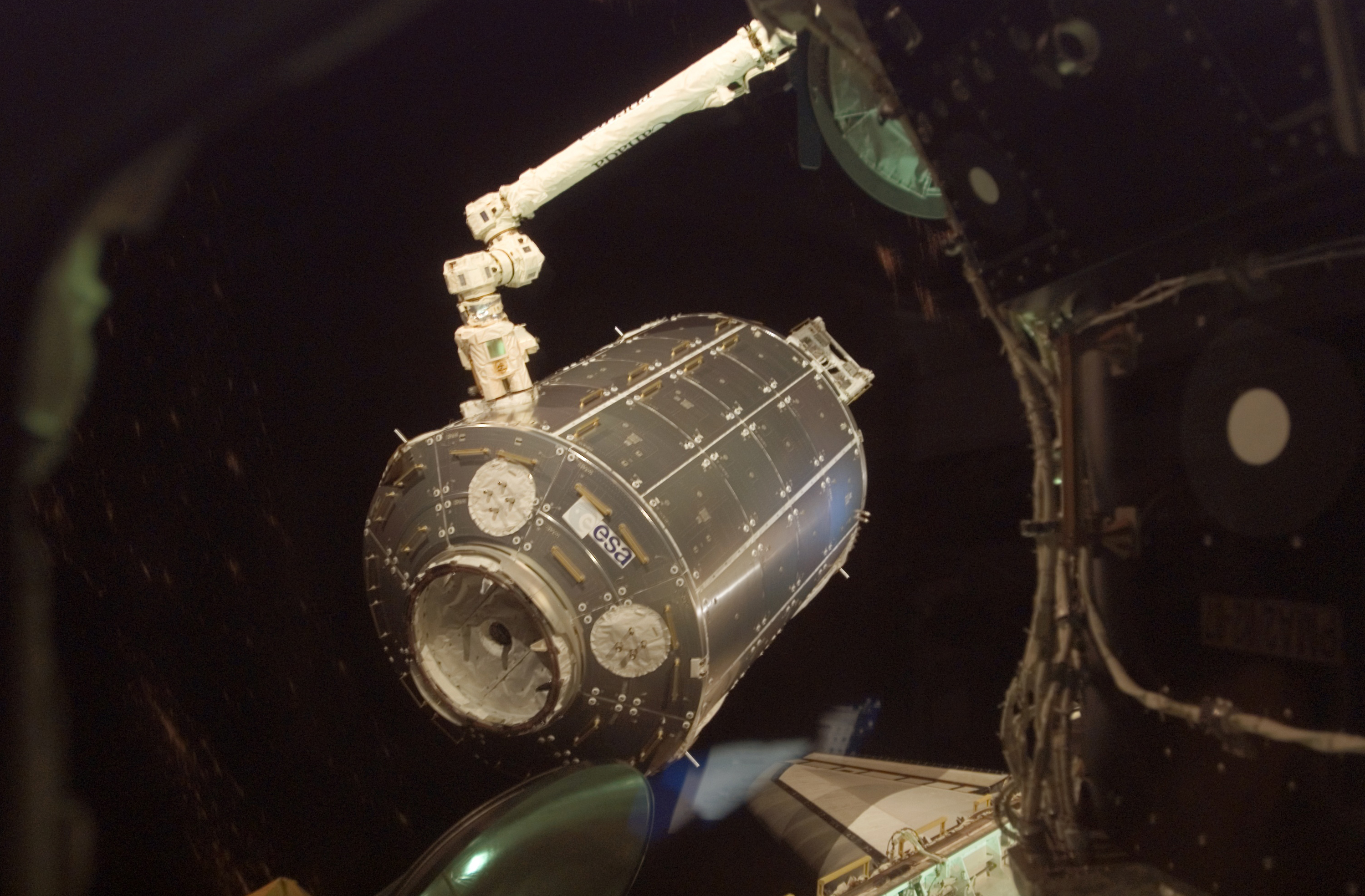
Columbus wird aus der Ladebucht des Orbiters gehievt

Das Columbus-Modul wurde mit der US-Raumfähre Atlantis im Rahmen des Fluges STS-122 mit Start am 7. Februar 2008 zur ISS gebracht. Am 11. Februar 2008 um 22:44 (MEZ) wurde das Modul erfolgreich, nach einem 7h 58min dauernden Außenbordeinsatz der Astronauten Stanley Love und Rex Walheim, an die ISS angekoppelt.
Ein sinnvoller Betrieb von Columbus war aber zunächst nicht möglich, da die eingeschränkte Besatzung der ISS weitgehend mit Wartungsarbeiten beschäftigt war. Mit Beginn der ISS-Expedition 20 am 29. Mai 2009 konnte die Besatzungsstärke von drei auf sechs Personen erhöht werden, und ein regulärer Forschungsbetrieb beginnen.
Im Januar 2022 wurde ein Frequenzband mit einer Übertragungsleistung von 50 Megabit pro Sekunde in Betrieb genommen und dadurch eine Hochgeschwindigkeitssatellitenverbindung zwischen der Columbus und dem Columbus-Kontrollzentrum hergestellt.

## Columbus-Kontrollzentrum

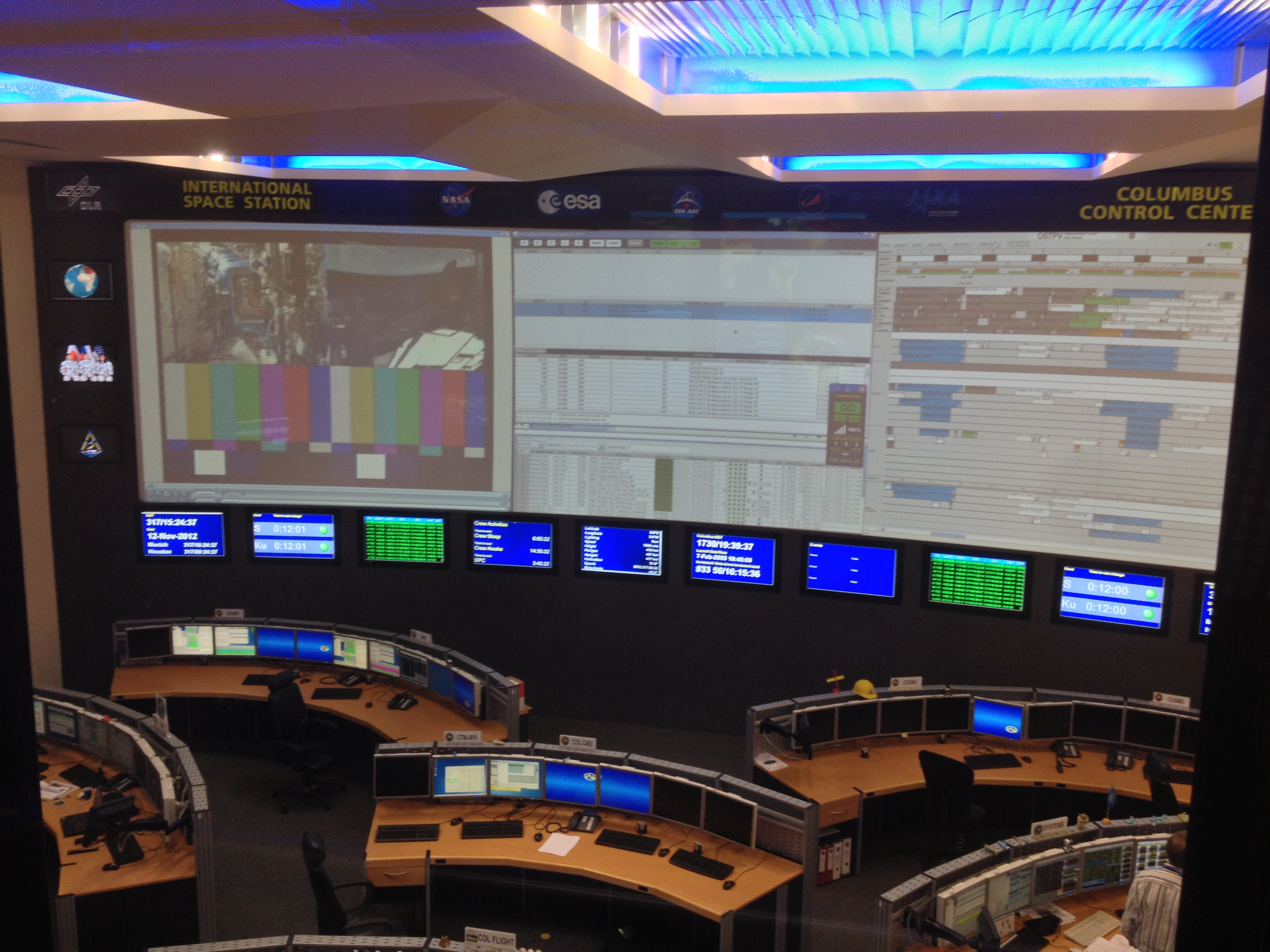
Das Col-CC in Oberpfaffenhofen

Das Columbus-Kontrollzentrum (Col-CC) wurde in den Räumlichkeiten des Raumfahrt-Kontrollzentrums des Deutschen Zentrums für Luft- und Raumfahrt im bayerischen Oberpfaffenhofen errichtet.
Die wichtigsten Funktionen des Kontrollzentrums sind die Steuerung und Kontrolle der Columbus-Laborsysteme sowie Bereitstellung und Betrieb des europäischen Bodenkommunikationsnetzes.
Die Bodenkontrolle wird dabei von Ingenieuren übernommen, die, aufgeteilt nach Verantwortlichkeiten, die Besatzung bei allen Experimenten oder Systemoperationen unterstützen können. Das eigentliche Flight Control Team (FCT) im Kontrollraum K4 arbeitet dabei in drei 8-Stunden-Schichten an sieben Tagen in der Woche. Das FCT erhält dabei Unterstützung von teilweise externen Teams wie dem Engineering Support Team (EST) oder dem für die Infrastruktur des Bodensegments verantwortlichen Ground Control Teams (GCT).
Aufgabenverteilung im Kontrollraum K4 des Col-CC:
| Position                                                               | Rufzeichen | Verantwortlichkeit |
| ---------------------------------------------------------------------- | ---------- | --- |
| Flight Director                                                        | COL FD     | Teamleiter, verantwortlich u. a. für die Zusammenarbeit mit den für die ISS zuständigen Teams in Houston und Moskau                 |
| STRATOS (früher Systems Engineer (SYS) & Data Management System (DMS)) | STRATOS    | verantwortlich für alle Subsysteme in Columbus (Lebenserhaltung, Daten Management, Kommunikation, Stromversorgung, Thermalhaushalt) |
| COMET                                                                  | COMET      | verantwortlich für die Echtzeitplanung und -koordination aller Aktivitäten im Columbusmodul                                         |
| COSMO                                                                  | COSMO      | verantwortlich für die Koordination der Wartungsaufgaben, sowie des Stauraums                                                       |
| EUROCOM                                                                | EUROCOM    | verantwortlich für die verbale Kommunikation mit den ESA-Astronauten                                                                |

Das Rufzeichen des Kontrollzentrums in Oberpfaffenhofen ist MUNICH (vgl. auch HOUSTON und MOSCOW).